# Le Procès de M. Loup
Pour plus de détails, voir Fiche technique et Distribution.
Le Procès de M. Loup (The Trial of Mr. Wolf) est un court-métrage d'animation de procès de la série Merrie Melodies réalisé par Friz Freleng, sorti en 1941.

## Synopsis
Le Grand Méchant Loup est en procès contre le Petit Chaperon Rouge et sa Mère-grand. Lorsqu'il s'exprime pour sa défense, le Loup raconte que c'est lui qui a été la victime du Petit Chaperon Rouge et de Mère-grand, ces dernières voulant le transformer en manteau de fourrure...

## Fiche technique
- Réalisation : Friz Freleng
- Scénario : Michael Maltese
- Production : Leon Schlesinger Studios et Warner Bros
- Musique originale : Carl W. Stalling
- Montage et technicien du son : Treg Brown (non crédité)
- Durée : 7 minutes
- Pays : États-Unis
- Langue : anglais
- Distribution : 1941 : Warner Bros. Pictures
- Format : 1,37 :1 Technicolor Mono
- Date de sortie : 
  - États-Unis : 26 avril 1941